# Carlos Marchena
Carlos Marchena López (Siviglia, 31 luglio 1979) è un dirigente sportivo, allenatore di calcio ed ex calciatore spagnolo di ruolo difensore.
Nella sua carriera ha militato principalmente nel Valencia, club nel quale è ricordato come uno dei migliori giocatori di sempre. Con la maglia dei rojiblancos è stato capitano dal 2008 al 2010 ed ha vinto due campionati spagnoli, una Coppa del Re, una Coppa UEFA ed una Supercoppa UEFA.
Con la Nazionale spagnola è stato campione d'Europa a Austria-Svizzera 2008, campione del mondo nel Sudafrica 2010 e terzo classificato alla Confederations Cup di Sudafrica 2009; ha inoltre preso parte agli Europei di Portogallo 2004 e ai Mondiali di Germania 2006. A livello giovanile, con l'Under-20 si è laureato campione del mondo a Nigeria 1999, mentre con la selezione olimpica è stato medaglia d'argento ai Giochi di Sydney 2000.
Considerato tra i migliori difensori spagnoli della sua generazione, a livello individuale è stato inserito nella formazione ideale di Euro 2008.

## Caratteristiche tecniche
Era un difensore centrale molto aggressivo e forte fisicamente che poteva ricoprire all'occorrenza anche i ruoli di terzino destro e di centrocampista davanti alla difesa.

## Carriera

### Club

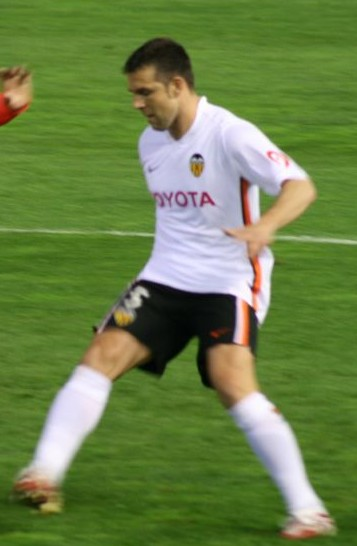
Marchena in azione con la maglia del Valencia nel 2007.

Marchena iniziò a giocare da professionista all'età di 18 anni con il Siviglia, club con il quale ottenne la promozione in Liga nel campionato 1998-1999. L'anno successivo, tuttavia, non riuscì ad evitare la retrocessione del club.
Al termine del campionato 1999-2000 fu ceduto al Benfica, venendo acquistato poi dal Valencia. Il difensore spagnolo firmò un quadriennale e fu coinvolto in uno scambio che mandò in Portogallo Zlatko Zahovič. Rimase al club per nove stagioni collezionando 230 apparizioni nella Liga e vincendo cinque trofei (la Liga nel 2002, la tripletta Liga-Coppa UEFA-Supercoppa UEFA nel 2004 e la Coppa del Re nel 2008). Le sue prestazioni con la maglia dei rojiblancos gli valsero la prima convocazione in Nazionale maggiore. Il 6 marzo 2007, al termine della gara di Champions League contro l'Inter (conclusasi con la vittoria del Valencia), si rese protagonista di una rissa con alcuni avversari; l'episodio gli costò una squalifica di 4 giornate nella competizione. Dopo Euro 2008, Marchena divenne il nuovo capitano del Valencia al posto di David Albelda.
Il 1º agosto 2010 firmò un contratto triennale con il Villarreal, realizzando il primo gol con il sottomarino giallo in occasione del play-off di Europa League contro il Dnepr Mogilev. Con la retrocessione del Villareal nel 2012 passò al Deportivo La Coruña.
Nel 2015 si trasferì al Kerala Blasters nella Indian Super League ma il 4 novembre rescisse il contratto per motivi personali.
Il 19 gennaio 2016 annunciò l'addio al calcio giocato all'età di 36 anni.

### Nazionale

#### Giovanili
Con la Nazionale spagnola Under-20 si impose al mondiale di categoria del 1999. Nel 2000, con la selezione olimpica, si aggiudicò la medaglia d'argento ai Giochi di Sydney, perdendo contro il Camerun nella finale del torneo.

#### Maggiore

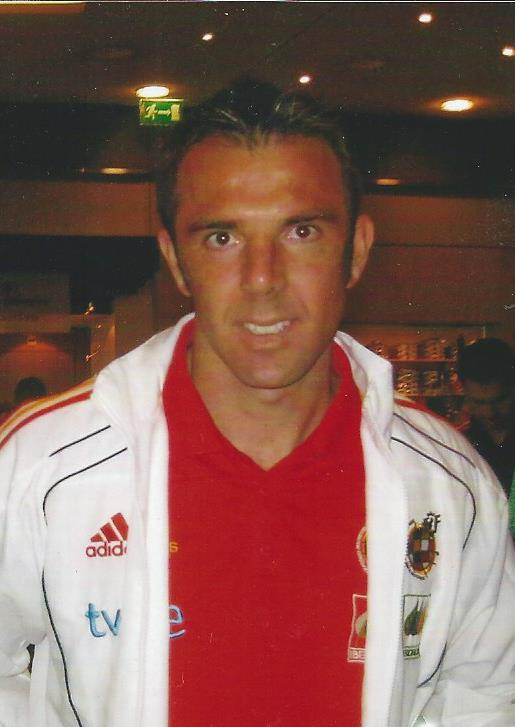
Marchena in ritiro con la Nazionale maggiore nel 2010.

Nel 2002, Marchena debuttò in Nazionale maggiore, grazie alle sue prestazioni con la maglia del Valencia. Sotto la gestione di Iñaki Sáez esordì nell'amichevole contro l'Ungheria il 22 agosto 2002. Sáez ne fece uno dei punti fermi della sua squadra e lo convocò per la fase finale del campionato d'Europa 2004. Marchena giocò titolare contro Russia e Grecia, mentre saltò per squalifica la terza gara del girone contro il Portogallo che sancì l'eliminazione delle furie rosse dal torneo.
L'8 giugno 2005 realizzò il suo primo gol in nazionale in occasione della partita di qualificazione ai mondiali 2006 pareggiata 1-1 contro la Bosnia ed Erzegovina.
Nel primo biennio della nuova gestione di Luis Aragonés, Marchena non fu considerato titolare ma fu ugualmente tra convocati per il campionato del mondo 2006. Nel corso del torneo venne impiegato in una sola occasione, con le furie rosse già qualificate agli ottavi, nella terza gara della fase a gironi contro l'Arabia Saudita. La Spagna uscì agli ottavi di finale contro la Francia futura finalista. Nel secondo biennio di Aragonés, invece, Marchena ritrovò il posto da titolare e fu convocato per il campionato d'Europa 2008, vinto proprio dalla Spagna. Nel corso del torneo disputò 5 delle 6 partite giocate dalle furie rosse, compresa la finale vinta contro la Germania. A fine torneo, Marchena venne inserito nella rosa ideale della competizione.
Non fu più titolare sotto la gestione di Vicente del Bosque (anche a causa dell'esplosione calcistica di Gerard Piqué) ma fu comunque convocato dal nuovo C.T. per la FIFA Confederations Cup 2009. Nel corso del torneo fu schierato solo nella seconda partita della fase a gironi contro l'Iraq. Il 29 maggio 2010, grazie alla vittoria della selezione spagnola sull'Arabia Saudita, superò il record del brasiliano Garrincha (fermo a 49) e divenne il giocatore con il record di partite consecutive - in campo internazionale - senza sconfitta (57). Convocato da Del Bosque per il campionato del mondo 2010, Marchena giocò solo tre partite, tutte da subentrante nei minuti finali, laureandosi campione del mondo al termine della finale contro i Paesi Bassi.
Disputò il suo ultimo incontro con la maglia della nazionale il 7 giugno 2011, nell'amichevole contro il Venezuela vinta 0-3 dagli spagnoli.

### Dopo il ritiro
Dopo il ritiro, nel 2017 inizia la carriera da allenatore come vice di Francisco Gallardo al Siviglia C.
Nell’estate del 2018 è il collaboratore di Fernando Hierro in Nazionale al Mondiale in Russia.
Torna poi al Siviglia come braccio destro del direttore sportivo Joaquín Caparrós. Dall’anno seguente, con l’arrivo di Monchi, Marchena funge da collegamento tra la prima squadra e il settore giovanile. Nel 2019-2020 è anche l’allenatore in seconda al Siviglia Atletico. Lascia il club andaluso nel novembre del 2021.
Successivamente lavora in un programma con i bambini calciatori della Junta de Andalucía e commenta le partite su RTVE fino al Mondiale in Qatar.
Il 14 febbraio 2023 torna al Valencia come vice di Rubén Baraja, suo ex compagno di squadra.

## Statistiche

### Cronologia presenze e reti in nazionale
| Cronologia completa delle presenze e delle reti in nazionale ― Spagna | Cronologia completa delle presenze e delle reti in nazionale ― Spagna | Cronologia completa delle presenze e delle reti in nazionale ― Spagna | Cronologia completa delle presenze e delle reti in nazionale ― Spagna | Cronologia completa delle presenze e delle reti in nazionale ― Spagna | Cronologia completa delle presenze e delle reti in nazionale ― Spagna | Cronologia completa delle presenze e delle reti in nazionale ― Spagna | Cronologia completa delle presenze e delle reti in nazionale ― Spagna |
| Data                                                                  | Città                                                                 | In casa                                                               | Risultato                                                             | Ospiti                                                                | Competizione                                                          | Reti                                                                  | Note                                                                  |
| --------------------------------------------------------------------- | --------------------------------------------------------------------- | --------------------------------------------------------------------- | --------------------------------------------------------------------- | --------------------------------------------------------------------- | --------------------------------------------------------------------- | --------------------------------------------------------------------- | --------------------------------------------------------------------- |
| 21-8-2002                                                             | Budapest                                                              | Ungheria                                                              | 1 – 1                                                                 | Spagna                                                                | Amichevole                                                            | -                                                                     | 46’                                                                   |
| 7-9-2002                                                              | Atene                                                                 | Grecia                                                                | 0 – 2                                                                 | Spagna                                                                | Amichevole                                                            | -                                                                     |                                                                       |
| 20-11-2002                                                            | Granada                                                               | Spagna                                                                | 1 – 0                                                                 | Bulgaria                                                              | Amichevole                                                            | -                                                                     |                                                                       |
| 29-3-2003                                                             | Kiev                                                                  | Ucraina                                                               | 2 – 2                                                                 | Spagna                                                                | Qual. Euro 2004                                                       | -                                                                     |                                                                       |
| 2-4-2003                                                              | León                                                                  | Spagna                                                                | 3 – 0                                                                 | Armenia                                                               | Qual. Euro 2004                                                       | -                                                                     |                                                                       |
| 30-4-2003                                                             | Madrid                                                                | Spagna                                                                | 4 – 0                                                                 | Ecuador                                                               | Amichevole                                                            | -                                                                     |                                                                       |
| 7-6-2003                                                              | Saragozza                                                             | Spagna                                                                | 0 – 1                                                                 | Grecia                                                                | Qual. Euro 2004                                                       | -                                                                     | 76’                                                                   |
| 11-6-2003                                                             | Belfast                                                               | Irlanda del Nord                                                      | 0 – 0                                                                 | Spagna                                                                | Qual. Euro 2004                                                       | -                                                                     |                                                                       |
| 6-9-2003                                                              | Guimarães                                                             | Portogallo                                                            | 0 – 3                                                                 | Spagna                                                                | Amichevole                                                            | -                                                                     |                                                                       |
| 10-9-2003                                                             | Elche                                                                 | Spagna                                                                | 2 – 1                                                                 | Ucraina                                                               | Qual. Euro 2004                                                       | -                                                                     |                                                                       |
| 11-10-2003                                                            | Erevan                                                                | Armenia                                                               | 0 – 4                                                                 | Spagna                                                                | Qual. Euro 2004                                                       | -                                                                     |                                                                       |
| 15-11-2003                                                            | Valencia                                                              | Spagna                                                                | 2 – 1                                                                 | Norvegia                                                              | Qual. Euro 2004                                                       | -                                                                     | Ammonizione                                                           |
| 18-2-2004                                                             | Barcellona                                                            | Spagna                                                                | 2 – 1                                                                 | Perù                                                                  | Amichevole                                                            | -                                                                     |                                                                       |
| 31-3-2004                                                             | Gijón                                                                 | Spagna                                                                | 2 – 0                                                                 | Danimarca                                                             | Amichevole                                                            | -                                                                     |                                                                       |
| 5-6-2004                                                              | Getafe                                                                | Spagna                                                                | 4 – 0                                                                 | Andorra                                                               | Amichevole                                                            | -                                                                     | 46’                                                                   |
| 12-6-2004                                                             | Faro                                                                  | Spagna                                                                | 1 – 0                                                                 | Russia                                                                | Euro 2004 - 1º turno                                                  | -                                                                     | 66’                                                                   |
| 16-6-2004                                                             | Porto                                                                 | Grecia                                                                | 1 – 1                                                                 | Spagna                                                                | Euro 2004 - 1º turno                                                  | -                                                                     | 16’                                                                   |
| 3-9-2004                                                              | Valencia                                                              | Spagna                                                                | 1 – 1                                                                 | Scozia                                                                | Amichevole                                                            | -                                                                     | 57’                                                                   |
| 9-10-2004                                                             | Santander                                                             | Spagna                                                                | 2 – 0                                                                 | Belgio                                                                | Qual. Mondiali 2006                                                   | -                                                                     |                                                                       |
| 13-10-2004                                                            | Vilnius                                                               | Lituania                                                              | 0 – 0                                                                 | Spagna                                                                | Qual. Mondiali 2006                                                   | -                                                                     |                                                                       |
| 17-11-2004                                                            | Madrid                                                                | Spagna                                                                | 1 – 0                                                                 | Inghilterra                                                           | Amichevole                                                            | -                                                                     | 46’                                                                   |
| 9-2-2005                                                              | Almería                                                               | Spagna                                                                | 5 – 0                                                                 | San Marino                                                            | Qual. Mondiali 2006                                                   | -                                                                     |                                                                       |
| 4-6-2005                                                              | Valencia                                                              | Spagna                                                                | 1 – 0                                                                 | Lituania                                                              | Qual. Mondiali 2006                                                   | -                                                                     |                                                                       |
| 8-6-2005                                                              | Valencia                                                              | Spagna                                                                | 1 – 1                                                                 | Bosnia ed Erzegovina                                                  | Qual. Mondiali 2006                                                   | 1                                                                     |                                                                       |
| 17-8-2005                                                             | Gijón                                                                 | Spagna                                                                | 2 – 0                                                                 | Uruguay                                                               | Amichevole                                                            | -                                                                     |                                                                       |
| 7-9-2005                                                              | Madrid                                                                | Spagna                                                                | 1 – 1                                                                 | Serbia e Montenegro                                                   | Qual. Mondiali 2006                                                   | -                                                                     | 77’                                                                   |
| 8-10-2005                                                             | Bruxelles                                                             | Belgio                                                                | 0 – 2                                                                 | Spagna                                                                | Qual. Mondiali 2006                                                   | -                                                                     |                                                                       |
| 23-6-2006                                                             | Kaiserslautern                                                        | Arabia Saudita                                                        | 0 – 1                                                                 | Spagna                                                                | Mondiali 2006 - 1º turno                                              | -                                                                     | 74’                                                                   |
| 24-3-2007                                                             | Madrid                                                                | Spagna                                                                | 2 – 1                                                                 | Danimarca                                                             | Qual. Euro 2008                                                       | -                                                                     |                                                                       |
| 28-3-2007                                                             | Palma di Maiorca                                                      | Spagna                                                                | 1 – 0                                                                 | Islanda                                                               | Qual. Euro 2008                                                       | -                                                                     |                                                                       |
| 2-6-2007                                                              | Riga                                                                  | Lettonia                                                              | 0 – 2                                                                 | Spagna                                                                | Qual. Euro 2008                                                       | -                                                                     | 73’                                                                   |
| 6-6-2007                                                              | Vaduz                                                                 | Liechtenstein                                                         | 0 – 2                                                                 | Spagna                                                                | Qual. Euro 2008                                                       | -                                                                     |                                                                       |
| 22-8-2007                                                             | Salonicco                                                             | Grecia                                                                | 2 – 3                                                                 | Spagna                                                                | Amichevole                                                            | 1                                                                     |                                                                       |
| 8-9-2007                                                              | Reykjavík                                                             | Islanda                                                               | 1 – 1                                                                 | Spagna                                                                | Qual. Euro 2008                                                       | -                                                                     |                                                                       |
| 12-9-2007                                                             | Valencia                                                              | Spagna                                                                | 2 – 0                                                                 | Lettonia                                                              | Qual. Euro 2008                                                       | -                                                                     |                                                                       |
| 13-10-2007                                                            | Aarhus                                                                | Danimarca                                                             | 1 – 3                                                                 | Spagna                                                                | Qual. Euro 2008                                                       | -                                                                     |                                                                       |
| 17-10-2007                                                            | Helsinki                                                              | Finlandia                                                             | 0 – 0                                                                 | Spagna                                                                | Amichevole                                                            | -                                                                     | 46’                                                                   |
| 17-11-2007                                                            | Madrid                                                                | Spagna                                                                | 3 – 0                                                                 | Svezia                                                                | Qual. Euro 2008                                                       | -                                                                     |                                                                       |
| 6-2-2008                                                              | Malaga                                                                | Spagna                                                                | 1 – 0                                                                 | Francia                                                               | Amichevole                                                            | -                                                                     | 46’                                                                   |
| 26-3-2008                                                             | Elche                                                                 | Spagna                                                                | 1 – 0                                                                 | Italia                                                                | Amichevole                                                            | -                                                                     |                                                                       |
| 31-5-2008                                                             | Huelva                                                                | Spagna                                                                | 2 – 1                                                                 | Perù                                                                  | Amichevole                                                            | -                                                                     |                                                                       |
| 4-6-2008                                                              | Santander                                                             | Spagna                                                                | 1 – 0                                                                 | Stati Uniti                                                           | Amichevole                                                            | -                                                                     |                                                                       |
| 10-6-2008                                                             | Innsbruck                                                             | Spagna                                                                | 4 – 1                                                                 | Russia                                                                | Euro 2008 - 1º turno                                                  | -                                                                     |                                                                       |
| 14-6-2008                                                             | Innsbruck                                                             | Svezia                                                                | 1 – 2                                                                 | Spagna                                                                | Euro 2008 - 1º turno                                                  | -                                                                     | 53’                                                                   |
| 22-6-2008                                                             | Vienna                                                                | Spagna                                                                | 0 – 0 dts (4 – 2 dtr)                                                 | Italia                                                                | Euro 2008 - Quarti di finale                                          | -                                                                     |                                                                       |
| 26-6-2008                                                             | Vienna                                                                | Russia                                                                | 0 – 3                                                                 | Spagna                                                                | Euro 2008 - Semifinale                                                | -                                                                     |                                                                       |
| 29-6-2008                                                             | Vienna                                                                | Germania                                                              | 0 – 1                                                                 | Spagna                                                                | Euro 2008 - Finale                                                    | -                                                                     |                                                                       |
| 19-11-2008                                                            | Vila-real                                                             | Spagna                                                                | 3 – 0                                                                 | Cile                                                                  | Amichevole                                                            | -                                                                     | 46’                                                                   |
| 11-2-2009                                                             | Siviglia                                                              | Spagna                                                                | 2 – 0                                                                 | Inghilterra                                                           | Amichevole                                                            | -                                                                     | 75’                                                                   |
| 1-4-2009                                                              | Istanbul                                                              | Turchia                                                               | 1 – 2                                                                 | Spagna                                                                | Qual. Mondiali 2010                                                   | -                                                                     |                                                                       |
| 9-6-2009                                                              | Baku                                                                  | Azerbaigian                                                           | 0 – 6                                                                 | Spagna                                                                | Amichevole                                                            | -                                                                     |                                                                       |
| 17-6-2009                                                             | Bloemfontein                                                          | Spagna                                                                | 1 – 0                                                                 | Iraq                                                                  | Conf. Cup 2009 - 1º Turno                                             | -                                                                     | 53’                                                                   |
| 12-8-2009                                                             | Skopje                                                                | Macedonia                                                             | 2 – 3                                                                 | Spagna                                                                | Amichevole                                                            | -                                                                     | 71’                                                                   |
| 9-9-2009                                                              | Mérida                                                                | Spagna                                                                | 3 – 0                                                                 | Estonia                                                               | Qual. Mondiali 2010                                                   | -                                                                     |                                                                       |
| 10-10-2009                                                            | Erevan                                                                | Armenia                                                               | 1 – 2                                                                 | Spagna                                                                | Qual. Mondiali 2010                                                   | -                                                                     | 18’ 45’                                                               |
| 18-11-2009                                                            | Vienna                                                                | Austria                                                               | 1 – 5                                                                 | Spagna                                                                | Amichevole                                                            | -                                                                     |                                                                       |
| 29-5-2010                                                             | Innsbruck                                                             | Spagna                                                                | 3 – 2                                                                 | Arabia Saudita                                                        | Amichevole                                                            | -                                                                     | 60’                                                                   |
| 3-6-2010                                                              | Innsbruck                                                             | Spagna                                                                | 1 – 0                                                                 | Corea del Sud                                                         | Amichevole                                                            | -                                                                     |                                                                       |
| 8-6-2010                                                              | Murcia                                                                | Spagna                                                                | 6 – 0                                                                 | Polonia                                                               | Amichevole                                                            | -                                                                     | 72’                                                                   |
| 29-6-2010                                                             | Città del Capo                                                        | Spagna                                                                | 1 – 0                                                                 | Portogallo                                                            | Mondiali 2010 - Ottavi di finale                                      | -                                                                     | 90’                                                                   |
| 3-7-2010                                                              | Johannesburg                                                          | Paraguay                                                              | 0 – 1                                                                 | Spagna                                                                | Mondiali 2010 - Quarti di finale                                      | -                                                                     | 84’                                                                   |
| 7-7-2010                                                              | Durban                                                                | Germania                                                              | 0 – 1                                                                 | Spagna                                                                | Mondiali 2010 - Semifinale                                            | -                                                                     | 90’                                                                   |
| 11-8-2010                                                             | Città del Messico                                                     | Messico                                                               | 1 – 1                                                                 | Spagna                                                                | Amichevole                                                            | -                                                                     | 65’                                                                   |
| 3-9-2010                                                              | Vaduz                                                                 | Liechtenstein                                                         | 0 – 4                                                                 | Spagna                                                                | Qual. Euro 2012                                                       | -                                                                     |                                                                       |
| 7-9-2010                                                              | Buenos Aires                                                          | Argentina                                                             | 4 – 1                                                                 | Spagna                                                                | Amichevole                                                            | -                                                                     | 86’                                                                   |
| 12-10-2010                                                            | Glasgow                                                               | Scozia                                                                | 2 – 3                                                                 | Spagna                                                                | Qual. Euro 2012                                                       | -                                                                     | 89’                                                                   |
| 17-11-2010                                                            | Lisbona                                                               | Portogallo                                                            | 4 – 0                                                                 | Spagna                                                                | Amichevole                                                            | -                                                                     | 46’                                                                   |
| 25-3-2011                                                             | Granada                                                               | Spagna                                                                | 2 – 1                                                                 | Rep. Ceca                                                             | Qual. Euro 2012                                                       | -                                                                     | 86’                                                                   |
| 7-6-2011                                                              | Puerto La Cruz                                                        | Venezuela                                                             | 0 – 3                                                                 | Spagna                                                                | Amichevole                                                            | -                                                                     | 68’                                                                   |
| Totale                                                                |                                                                       | Presenze                                                              | 69                                                                    |                                                                       | Reti                                                                  | 2                                                                     |                                                                       |

## Palmarès

### Club

#### Competizioni nazionali
- Campionato spagnolo: 2

Valencia: 2001-2002, 2003-2004
- Coppa di Spagna: 1

Valencia: 2007-2008

#### Competizioni internazionali
- Coppa UEFA: 1

Valencia: 2003-2004
- Supercoppa UEFA: 1

Valencia: 2004

### Nazionale

#### Competizioni giovanili e olimpiche
- Campionato mondiale Under-20: 1

Nigeria 1999
- Argento olimpico: 1

Sydney 2000

#### Competizioni maggiori
- Campionato d'Europa: 1

Austria-Svizzera 2008
- Campionato mondiale: 1

Sudafrica 2010

### Individuale
- Europei Top 11: 1[3]

Austria-Svizzera 2008